# Alles komt goed
Alles komt goed is een nummer van de Nederlandse zanger Jaap Reesema. Het werd in 2021 als single uitgebracht en stond in 2023 als derde track op het album Als je voor me staat.
"Alles komt goed" is volgens Reesema een persoonlijk nummer; de titel refereert aan een uitspraak van zijn vrouw Kim Kötter. "Ik ben een artiest, ik creëer en doe van alles, altijd al gedaan. Solocarrière, nummers schrijven voor anderen, duetten, dance-acts, commercials, een succesvolle podcast met Sander Schimmelpenninck, formats bedenken, een horecazaak beginnen; echt van alles. Tijdens die creatieve processen treden wel eens schommelingen en moodswings op. Soms vraag ik mezelf dan af: wat ben ik in hemelsnaam aan het doen? Kim is wat dat betreft veel stabieler en zegt altijd: 'Alles komt goed'", aldus Reesema. De boodschap van de ballad is volgens Reesema dan ook om positief te blijven, en dat alles altijd wel goed komt.
Als opvolger van de nummer 1-hit Nu wij niet meer praten was "Alles komt goed" minder succesvol dan de voorganger, maar desondanks werd de plaat toch een (bescheiden) hit. In de Nederlandse Top 40 bereikte het de 21e positie, terwijl het in de Vlaamse Ultratop 50 succesvoller was met een 15e positie. De single heeft in Nederland de platinastatus.
Op 14 april 2022 zong Soy Kroon een bewerking van "Alles komt goed" tijdens The Passion 2022.